# Tomaž Kavčič
Tomaž Kavčič (Novo mesto, 28 novembre 1953) è un allenatore di calcio ed ex calciatore sloveno, di ruolo centrocampista.

## Carriera

### Calciatore
Da calciatore ha giocato per sole tre stagioni in Prva slovenska nogometna liga.

### Allenatore
Dal 1997 al 2008 guida diverse squadre slovene, prima di diventare ct della nazionale slovena Under-21. Dopo una breve parentesi in Cina, è alla guida della nazionale maggiore per meno di un anno (dal 4 dicembre 2017 al 17 ottobre 2018), diventando l'allenatore meno longevo a sedere sulla panchina della Slovenia.